# Gabriel-Marie Legouvé
Gabriel Marie Jean Baptiste Legouvé (ou Le Gouvé), né le 23 juin 1764 à Paris et mort le 30 août 1812 à Montmartre (Seine), est un poète français.

## Biographie
Gabriel-Marie Legouvé était le fils de l’avocat Jean-Baptiste Legouvé, conseiller-secrétaire du roi, lui-même auteur d'une tragédie non représentée d'Attilie (1750), qui lui fit faire de bonnes études et l'éleva dans le goût des belles lettres, et de Claire Françoise Motte. Ayant hérité une belle fortune à la mort de son père en 1782, il ne chercha pas d'autre carrière. Son premier essai, une héroïde sur La Mort des fils de Brutus, fut publié avec deux pièces de son ami Jean-Louis Laya sous le titre Essais de deux amis en 1786.

Il remporta le succès en 1792 avec une tragédie en trois actes, La Mort d'Abel adaptée du poème de Salomon Gessner. Elle se maintint à l'affiche jusqu'en 1820. On s'en souvient encore pour le vers célèbre : 
Un frère est un ami donné par la Nature.
 La tragédie d'Épicharis et Néron (1794) eut également du succès car le public voulut y trouver des allusions aux hommes du jour et Talma donna un grand relief au rôle de Néron.
Les tragédies qui suivirent ne se situèrent pas au même niveau que les deux premières. Quintus Fabius (1795) veut décrire la discipline de fer à laquelle étaient soumises les armées romaines. Laurence (1798) représente sous des noms supposés le bruit qui avait fait l'abbé de Châteauneuf amoureux de sa mère Ninon de Lenclos et tomba. Étéocle et Polynice (1799) reprenait le sujet de La Thébaïde de Racine. La Mort d'Henri IV (1806) eut du succès bien qu'elle fût très critiquée, notamment parce que l'auteur y attribue l'assassinat d'Henri IV à sa femme Marie de Médicis au mépris de la vraisemblance historique.
Legouvé fut admis à l'Institut de France en 1796 en Classe de Littérature et beaux-arts, section de poésie ; en 1803, il devint membre de la Classe de Langue et littérature françaises, qui préfigure l'Académie française de 1816.  Il publia d'élégants poèmes élégiaques : La Sépulture (1798 ), Les Souvenirs (1799), La Mélancolie (1800) puis, en 1801, le poème qui le rendit célèbre, Le Mérite des femmes, qui eut plus de quarante éditions et dont on ne retient aujourd'hui que deux vers qu'un double sens malheureux rend à jamais ridicules :
Et, si la voix du sang n'est point une chimère,

Tombe aux pieds de ce sexe à qui tu dois ta mère !
Pendant plusieurs années, il suppléa Delille dans sa chaire de poésie latine au Collège de France. De 1807 à 1810, il dirigea le Mercure de France.
Il était l'époux d'Élisabeth-Adélaïde Sauvan, qui était divorcée du chirurgien Jean-Joseph Sue. Auparavant fiancée à Pierre-Victurnien Vergniaud, l’avocat du parti des Girondins, guillotiné le 31 octobre 1793 à Paris, le grand orateur de la Gironde lui légua sa montre sur laquelle il avait gravé, le matin de son exécution, leurs initiales entrelacées. Celle-ci étant morte en 1810, il sombra dans la folie et la suivit dans la tombe, deux ans plus tard, dans la clinique du docteur Prost, La Folie Sandrin, rue Traînée à Montmartre. Ils étaient les parents de l'écrivain Ernest Legouvé, qui sera lui-même membre de l'Académie française.

« Il a composé beaucoup de vers, note Maurice Allem dans la notice qu'il lui consacre dans l’Anthologie poétique française ; ses pièces sont en général longues et sérieuses, et de plus d'une il se dégage un assez lourd parfum d'ennui. Il a cette correction uniforme et sans saillies qui est la pire des qualités. On trouve dans sa poésie quelques-uns des traits caractéristiques de son temps comme le goût du funèbre et le culte de la mélancolie. »

## Œuvres
- Polyxène, tragédie, 1784.
- La Mort des fils de Brutus, héroïde, 1786.
- La Mort d'Abel, tragédie en 3 actes, 1792.
- Épicharis et Néron, tragédie, 1794.
- Quintus Fabius, tragédie, 1795.
- Laurence, tragédie, 1798.
- La Sépulture, élégie, 1798.
- Étéocle et Polynice, tragédie, 1799.
- La Mélancolie, élégie, 1800.
- Le Mérite des femmes, poème, 1801.
- Christophe Morin, 1801.
- La Mort d'Henri IV, tragédie, 1806.
- Les Souvenirs ou les Avantages de la mémoire, 1813.